# Garcinia rostrata
Garcinia rostrata là một loài thực vật có hoa trong họ Bứa. Loài này được Hassk. ex Hook.f. mô tả khoa học đầu tiên năm 1875.